# Relations entre le Brésil et la Lituanie
Les relations entre le Brésil et la Lituanie sont les relations extérieures entre la république fédérative du Brésil et la république de Lituanie.

## Histoire
Le Brésil a entretenu des relations diplomatiques avec la Lituanie pendant la période d'indépendance de ce pays, dans les années 1920 et 1930.
En 2011, le Brésil a ouvert un consulat honoraire à Vilnius. En 2012, la Lituanie a fermé son ambassade à Buenos Aires, en Argentine, et a ouvert peu après un consulat général à São Paulo.